# Euro Beach Soccer League 2011
L'Euro Beach Soccer League 2011 è la 14ª edizione di questo torneo.

## Calendario
| Data         | Paese                  | Città     | Stage   |
| ------------ | ---------------------- | --------- | ------- |
| 27-29 maggio | Svizzera (bandiera)    | Berna     | Stage 1 |
| 8-10 luglio  | Germania (bandiera)    | Berlino   | Stage 2 |
| 22-24 luglio | Italia (bandiera)      | Ravenna   | Stage 3 |
| 29-31 luglio | Paesi Bassi (bandiera) | The Hague | Stage 4 |
| 4-7 agosto   | Russia (bandiera)      | Mosca     | Finali  |

## Squadre partecipanti

### Divisione A
- Romania
- Italia
- Polonia
- Portogallo

- Turchia
- Russia
- Spagna
- Svizzera

### Divisione B
- Andorra
- Azerbaigian
- Bielorussia
- Rep. Ceca
- Inghilterra
- Francia

- Grecia
- Germania
- Israele
- Norvegia
- Ucraina
- Paesi Bassi

## Stage 1

### Divisione A
| Team     | G | V | V+ | P | GF | GS | +/- | P |
| -------- | - | - | -- | - | -- | -- | --- | - |
| Spagna   | 3 | 3 | 0  | 0 | 14 | 10 | +4  | 9 |
| Italia   | 3 | 2 | 0  | 1 | 16 | 10 | +6  | 6 |
| Svizzera | 3 | 1 | 0  | 2 | 11 | 13 | −2  | 3 |
| Turchia  | 3 | 0 | 0  | 3 | 11 | 19 | −8  | 0 |

| Squadra 1 | Risultato | Squadra 2 |
| --------- | --------- | --------- |
| Spagna    | 5-3       | Italia    |
| Svizzera  | 6-4       | Turchia   |
| Italia    | 9-4       | Turchia   |
| Spagna    | 5-4       | Svizzera  |
| Spagna    | 4-3       | Turchia   |
| Italia    | 4-1       | Svizzera  |

### Divisione B
| Team     | G | V | V+ | P | GF | GS | +/- | P |
| -------- | - | - | -- | - | -- | -- | --- | - |
| Israele  | 2 | 2 | 0  | 0 | 11 | 5  | +6  | 6 |
| Ucraina  | 2 | 1 | 0  | 1 | 5  | 7  | −2  | 3 |
| Norvegia | 2 | 0 | 0  | 2 | 5  | 9  | −4  | 0 |

| Squadra 1 | Risultato | Squadra 2 |
| --------- | --------- | --------- |
| Israele   | 6-3       | Norvegia  |
| Ucraina   | 3-2       | Norvegia  |
| Israele   | 5-2       | Ucraina   |

## Stage 2

### Divisione A
| Team       | G | V | V+ | P | GF | GS | +/- | P |
| ---------- | - | - | -- | - | -- | -- | --- | - |
| Russia     | 3 | 3 | 0  | 0 | 18 | 8  | +10 | 9 |
| Portogallo | 3 | 2 | 0  | 1 | 15 | 13 | +2  | 6 |
| Romania    | 3 | 1 | 0  | 2 | 11 | 14 | −3  | 3 |
| Turchia    | 3 | 0 | 0  | 3 | 9  | 18 | −9  | 0 |

| Squadra 1  | Risultato | Squadra 2  |
| ---------- | --------- | ---------- |
| Russia     | 5-2       | Romania    |
| Portogallo | 6-3       | Turchia    |
| Portogallo | 5-4       | Romania    |
| Russia     | 7-2       | Turchia    |
| Russia     | 6-4       | Portogallo |
| Romania    | 5-4       | Turchia    |

### Divisione B
| Team      | G | V | V+ | P | GF | GS | +/- | P |
| --------- | - | - | -- | - | -- | -- | --- | - |
| Rep. Ceca | 2 | 2 | 0  | 0 | 10 | 5  | +5  | 6 |
| Germania  | 2 | 1 | 0  | 1 | 6  | 7  | −1  | 3 |
| Andorra   | 2 | 0 | 0  | 2 | 4  | 8  | −4  | 0 |

| Squadra 1 | Risultato | Squadra 2 |
| --------- | --------- | --------- |
| Germania  | 4-1       | Andorra   |
| Rep. Ceca | 4-3       | Andorra   |
| Rep. Ceca | 6-2       | Germania  |

## Stage 3

### Divisione A
| Team     | G | V | V+ | P | GF | GS | +/- | P |
| -------- | - | - | -- | - | -- | -- | --- | - |
| Svizzera | 3 | 3 | 0  | 0 | 18 | 10 | +8  | 9 |
| Romania  | 3 | 2 | 0  | 1 | 13 | 14 | −1  | 6 |
| Italia   | 3 | 1 | 0  | 2 | 4  | 8  | −4  | 3 |
| Polonia  | 3 | 0 | 0  | 3 | 10 | 13 | −3  | 0 |

| Squadra 1 | Risultato | Squadra 2 |
| --------- | --------- | --------- |
| Svizzera  | 9-4       | Romania   |
| Italia    | 2-1       | Polonia   |
| Svizzera  | 7-6       | Polonia   |
| Romania   | 5-2       | Italia    |
| Romania   | 4-3       | Polonia   |
| Svizzera  | 2-0       | Italia    |

### Divisione B
| Team        | G | V | V+ | P | GF | GS | +/- | P |
| ----------- | - | - | -- | - | -- | -- | --- | - |
| Francia     | 2 | 1 | 1  | 0 | 5  | 3  | +2  | 5 |
| Bielorussia | 2 | 1 | 0  | 1 | 7  | 2  | +5  | 3 |
| Azerbaigian | 2 | 0 | 0  | 2 | 3  | 10 | −7  | 0 |

| Squadra 1   | Risultato     | Squadra 2   |
| ----------- | ------------- | ----------- |
| Francia     | 1-1 (1-0 dcr) | Bielorussia |
| Bielorussia | 6-1           | Azerbaigian |
| Francia     | 4-2           | Azerbaigian |

## Stage 4

### Divisione A
| Team       | G | V | V+ | P | GF | GS | +/- | P |
| ---------- | - | - | -- | - | -- | -- | --- | - |
| Portogallo | 3 | 2 | 0  | 1 | 13 | 11 | +2  | 6 |
| Russia     | 3 | 2 | 0  | 1 | 18 | 9  | +9  | 6 |
| Polonia    | 3 | 1 | 0  | 2 | 11 | 14 | −3  | 3 |
| Spagna     | 3 | 1 | 0  | 2 | 8  | 16 | −8  | 3 |

| Squadra 1  | Risultato | Squadra 2  |
| ---------- | --------- | ---------- |
| Portogallo | 6-5       | Polonia    |
| Russia     | 9-3       | Spagna     |
| Russia     | 6-1       | Polonia    |
| Spagna     | 3-2       | Portogallo |
| Polonia    | 5-2       | Spagna     |
| Portogallo | 5-3       | Russia     |

### Divisione B
| Team        | G | V | V+ | P | GF | GS | +/- | P |
| ----------- | - | - | -- | - | -- | -- | --- | - |
| Paesi Bassi | 2 | 2 | 0  | 0 | 11 | 5  | +6  | 6 |
| Grecia      | 2 | 1 | 0  | 1 | 7  | 6  | +1  | 3 |
| Inghilterra | 2 | 0 | 0  | 2 | 5  | 12 | −7  | 0 |

| Squadra 1   | Risultato | Squadra 2   |
| ----------- | --------- | ----------- |
| Grecia      | 5-2       | Inghilterra |
| Paesi Bassi | 4-2       | Grecia      |
| Paesi Bassi | 7-3       | Inghilterra |

## Classifica generale
Criteri per la classifica: Divisione A – 1. Punti 2. Differenza goal 3. Goal segnati | Divisione B – 1. Punti 2. Miglior piazzamento nel gruppo 3. Differenza goal 4. Goal segnati.

### Division A
| Pos | Team       | G | V | V+ | P | GF | GS | +/- | P  |
| --- | ---------- | - | - | -- | - | -- | -- | --- | -- |
| 1   | Russia     | 6 | 5 | 0  | 1 | 36 | 17 | +19 | 15 |
| 2   | Svizzera   | 6 | 4 | 0  | 2 | 29 | 23 | +6  | 12 |
| 3   | Portogallo | 6 | 4 | 0  | 2 | 28 | 24 | +4  | 12 |
| 4   | Spagna     | 6 | 4 | 0  | 2 | 22 | 26 | −4  | 12 |
| 5   | Italia     | 6 | 3 | 0  | 3 | 20 | 18 | +2  | 9  |
| 6   | Romania    | 6 | 3 | 0  | 3 | 24 | 28 | −4  | 9  |
| 7   | Polonia    | 6 | 1 | 0  | 5 | 21 | 27 | −6  | 3  |
| 8   | Turchia    | 6 | 0 | 0  | 6 | 20 | 37 | −17 | 0  |

### Division B
| Pos | Team        | G | V | V+ | P | GF | GS | +/- | P |
| --- | ----------- | - | - | -- | - | -- | -- | --- | - |
| 1   | Paesi Bassi | 2 | 2 | 0  | 0 | 11 | 5  | +6  | 6 |
| 2   | Israele     | 2 | 2 | 0  | 0 | 11 | 5  | +6  | 6 |
| 3   | Rep. Ceca   | 2 | 2 | 0  | 0 | 10 | 5  | +5  | 6 |
| 4   | Francia     | 2 | 1 | 1  | 0 | 5  | 3  | +2  | 5 |
| 5   | Bielorussia | 2 | 1 | 0  | 1 | 7  | 2  | +5  | 3 |
| 6   | Grecia      | 2 | 1 | 0  | 1 | 7  | 6  | +1  | 3 |
| 7   | Germania    | 2 | 1 | 0  | 1 | 6  | 7  | −1  | 3 |
| 8   | Ucraina     | 2 | 1 | 0  | 1 | 5  | 7  | −2  | 3 |
| 9   | Norvegia    | 2 | 0 | 0  | 2 | 5  | 9  | −4  | 0 |
| 10  | Andorra     | 2 | 0 | 0  | 2 | 4  | 8  | −4  | 0 |
| 11  | Inghilterra | 2 | 0 | 0  | 2 | 5  | 12 | −7  | 0 |
| 12  | Azerbaigian | 2 | 0 | 0  | 2 | 3  | 10 | −7  | 0 |

## Finali promozione

### Squadre qualificate
- Rep. Ceca
- Paesi Bassi
- Bielorussia
- Israele
- Francia
- Turchia (Ultima della divisione A)

#### Gruppo 1
| Team        | G | V | V+ | P | GF | GS | +/- | P |
| ----------- | - | - | -- | - | -- | -- | --- | - |
| Turchia     | 2 | 2 | 0  | 0 | 15 | 3  | +12 | 6 |
| Bielorussia | 2 | 1 | 0  | 1 | 7  | 5  | +2  | 3 |
| Rep. Ceca   | 2 | 0 | 0  | 2 | 4  | 18 | −14 | 0 |

| Squadra 1   | Risultato | Squadra 2   |
| ----------- | --------- | ----------- |
| Turchia     | 3-1       | Bielorussia |
| Bielorussia | 6-2       | Rep. Ceca   |
| Turchia     | 12-2      | Rep. Ceca   |

#### Gruppo 2
| Team        | G | V | V+ | P | GF | GS | +/- | P |
| ----------- | - | - | -- | - | -- | -- | --- | - |
| Francia     | 2 | 2 | 0  | 0 | 8  | 5  | +3  | 6 |
| Israele     | 2 | 1 | 0  | 1 | 8  | 8  | 0   | 3 |
| Paesi Bassi | 2 | 0 | 0  | 2 | 9  | 12 | −3  | 0 |

| Squadra 1 | Risultato | Squadra 2   |
| --------- | --------- | ----------- |
| Francia   | 5-4       | Paesi Bassi |
| Francia   | 3-1       | Israele     |
| Israele   | 7-5       | Paesi Bassi |

#### Finale 5º posto
| Squadra 1 | Risultato     | Squadra 2   |
| --------- | ------------- | ----------- |
| Rep. Ceca | 3-3 (1-0 dcr) | Paesi Bassi |

#### Finale 3º posto
| Squadra 1 | Risultato     | Squadra 2   |
| --------- | ------------- | ----------- |
| Israele   | 1-1 (2-1 dcr) | Bielorussia |

#### Finale promozione
| Squadra 1 | Risultato | Squadra 2 |
| --------- | --------- | --------- |
| Francia   | 6-3       | Turchia   |

#### Classifica finale Divisione B
| Rank | Team        |                           |
| ---- | ----------- | ------------------------- |
| 1    | Francia     | Promossa in Divisione A   |
| 2    | Turchia     | Retrocessa in divisione B |
| 3    | Israele     | Rimane in divisione B     |
| 4    | Bielorussia | Rimane in divisione B     |
| 5    | Rep. Ceca   | Rimane in divisione B     |
| 6    | Paesi Bassi | Rimane in divisione B     |

## Finali

### Squadre qualificate
- Russia
- Italia
- Spagna
- Svizzera
- Romania
- Portogallo

#### Gruppo 1
| Team    | G | V | V+ | P | GF | GS | +/- | P |
| ------- | - | - | -- | - | -- | -- | --- | - |
| Russia  | 2 | 2 | 0  | 0 | 12 | 3  | +9  | 6 |
| Romania | 2 | 1 | 0  | 1 | 4  | 10 | −6  | 3 |
| Spagna  | 2 | 0 | 0  | 2 | 4  | 7  | −3  | 0 |

| Squadra 1 | Risultato | Squadra 2 |
| --------- | --------- | --------- |
| Russia    | 8-1       | Romania   |
| Russia    | 4-2       | Spagna    |
| Romania   | 3-2       | Spagna    |

#### Gruppo 2
| Team       | G | V | V+ | P | GF | GS | +/- | P |
| ---------- | - | - | -- | - | -- | -- | --- | - |
| Svizzera   | 2 | 1 | 0  | 1 | 11 | 9  | +2  | 3 |
| Portogallo | 2 | 1 | 0  | 1 | 5  | 6  | −1  | 3 |
| Italia     | 2 | 0 | 1  | 1 | 8  | 9  | −1  | 2 |

| Squadra 1  | Risultato | Squadra 2  |
| ---------- | --------- | ---------- |
| Italia     | 7-6 dts   | Svizzera   |
| Portogallo | 3-1       | Italia     |
| Svizzera   | 5-2       | Portogallo |

#### Finale 5º posto
| Squadra 1 | Risultato | Squadra 2 |
| --------- | --------- | --------- |
| Italia    | 5-0       | Spagna    |

#### Finale 3º posto
| Squadra 1  | Risultato     | Squadra 2 |
| ---------- | ------------- | --------- |
| Portogallo | 3-3 (7-6 dcr) | Romania   |

#### Finale 1º posto
| Squadra 1 | Risultato | Squadra 2 |
| --------- | --------- | --------- |
| Russia    | 6-4       | Svizzera  |

## Classifica Finale
| Pos | Team       |
| --- | ---------- |
| 1   | Russia     |
| 2   | Svizzera   |
| 3   | Portogallo |
| 4   | Romania    |
| 5   | Italia     |
| 6   | Spagna     |